# Heinrich Schneider (Politiker, 1907)

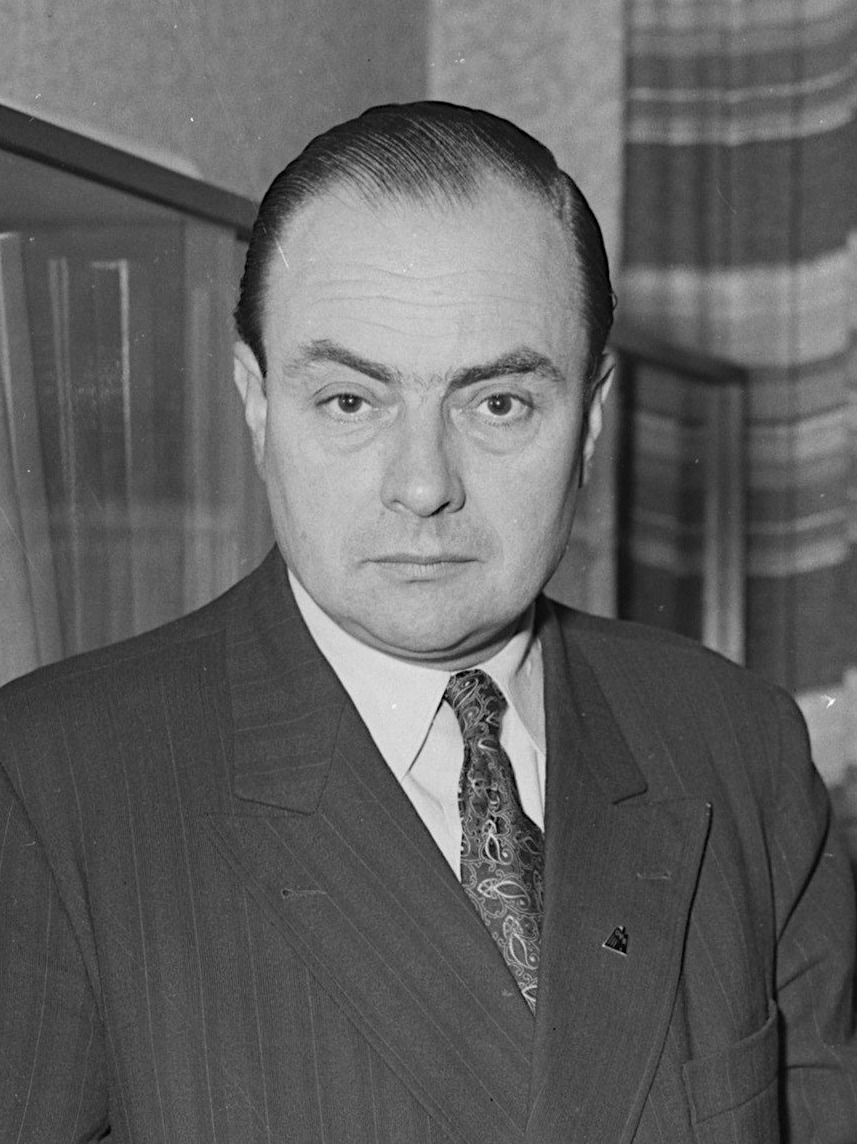
Heinrich Schneider (1955)

Heinrich Schneider (* 22. Februar 1907 in Saarbrücken; † 12. Januar 1974 in Stuttgart) war ein deutscher Politiker im Saarland (NSDAP, DPS, FDP). Er war von 1955 bis 1962 Landesvorsitzender der Demokratischen Partei Saar. Schneider war von 1955 bis 1965 Mitglied des Landtags des Saarlandes, 1956 dessen Präsident, und von 1957 bis 1965 Mitglied des Deutschen Bundestages. Von 1957 bis 1959 war er saarländischer Minister für Wirtschaft, Verkehr und Landwirtschaft.

## Ausbildung und Beruf
Schon als 16-jähriger Schüler wurde Schneider während des französisch verwalteten Völkerbundmandats im Saargebiet angeklagt, weil er auf dem Saarbrücker Bahnhof einen Wimpel in den Reichsfarben Schwarz-Weiß-Rot geschwenkt hatte. Nach dem Abitur 1926 studierte er Rechtswissenschaften in Heidelberg, Berlin, München und Marburg und beendete sein Studium 1930 mit der Promotion. Thema seiner Dissertation war Die Aktie nach englischem, amerikanischem und französischem Recht. Während des Studiums wurde er Mitglied des Vereins Deutscher Studenten (VDSt) zu Heidelberg im Kyffhäuserverband. Nach der Rückkehr nach Saarbrücken im August 1931 ließ er sich dort als Rechtsanwalt nieder und wurde Mitarbeiter der NS-Wochenzeitung Saardeutsche Stimme.
Nach dem zweiten (großen) juristischen Staatsexamen, das er mit dem Prädikat „gut“ bestand, wurde Schneider im Juni 1933 als Nachfolger von Hans Globke Chef des Saarreferates im Preußischen Innenministerium. Die Ministeriumsstelle verließ Schneider 1934. Danach war er wieder Rechtsanwalt in Saarbrücken, nach Kriegsausbruch arbeitete Schneider in einer Anwaltskanzlei in Mannheim. 1941 wurde er zum Kriegsdienst eingezogen, aus gesundheitlichen Gründen wurde er 1942 als wissenschaftlicher Hilfsarbeiter der Rechtsabteilung des Auswärtigen Amts zugewiesen. Dort war er für Zivilinternierte aus „Feindstaaten“ zuständig.
Nach der Rückkehr nach Saarbrücken arbeitete Schneider zunächst in der Schreinerei seines Vaters. Nach der Entnazifizierung als Mitläufer eröffnete er erneut eine Anwaltskanzlei. Er wurde 1962 zum Justizrat und 1972 zum Geheimen Oberjustizrat ernannt. Von 1971 bis 1974 war Schneider Mitglied des Ehrengerichtshofes der Rechtsanwaltskammer des Saarlandes.

## NSDAP-Karriere
Nach einem Besuch Gregor Strassers in Marburg trat Schneider im Oktober 1930 in die Nationalsozialistische Deutsche Arbeiterpartei ein, die offizielle Aufnahme in die Partei erfolgte zum 1. Februar 1931 (Mitgliedsnummer 419.405). Nach seinem Wechsel nach Saarbrücken fungierte er als „Gausprecher“ der NSDAP und war Schriftleiter der Saardeutschen Volksstimme. 1933 wurde Schneider Leiter der Saarabteilung der NSDAP. Die saarländische NSDAP unter Alois Spaniol wurde auf Betreiben des pfälzischen Gauleiters und von Hitler zum Saarkommissar ernannten Josef Bürckel entmachtet und die Parteiabteilung im Februar 1934 aufgelöst.
1937 wurde aufgrund seiner arbeitsgerichtlichen Verteidigung von Sozialdemokraten und Gegnern des Anschlusses des Saargebiets an das Deutsche Reich wegen „dauernden parteischädigenden Verhaltens“ ein Parteiausschlussverfahren gegen Schneider angestrengt. Ein Parteigericht verfügte am 21. Oktober 1937 seinen Ausschluss aus der NSDAP. Auf der Ebene des Gaugerichts und im Ehrgerichtsverfahren verteidigte sich Schneider jedoch erfolgreich genug, dass die Verfahren gegen ihn auf unbestimmte Zeit vertagt wurden. Seine Parteimitgliedsbeiträge zahlte Schneider bis zum Kriegsende.

## Politische Karriere nach 1945
Schneider trat 1950 in die Demokratische Partei Saar (DPS) ein. Diese war zunächst liberal ausgerichtet und akzeptierte das Autonomiestatut des Saarlands mit enger Bindung an Frankreich. Durch den Eintritt der ehemaligen NSDAP-Mitglieder Schneider, Richard Becker, Paul Simonis und ihrer Anhänger übernahmen aber nationalkonservative Kräfte die Mehrheit in der Partei, die sich als „deutsch ausgerichtete Opposition“ verstanden, den Anschluss an die Bundesrepublik Deutschland anstrebten und gegen die französische Besatzungsmacht agitierten. Auf dem richtungsändernden dritten Parteitag am 2. September 1950 wurde Schneider erstmals in den Vorstand gewählt, sein Verbündeter Becker übernahm den Vorsitz. Im Verfahren um das Verbot der DPS durch den französischen Hochkommissar Gilbert Grandval 1951 war Schneider Rechtsvertreter seiner Partei.
Nach Wiederzulassung der Demokratischen Partei Saar infolge des deutsch-französischen Abkommens über die Saarfrage 1954 wurde er deren 1. Vorsitzender. Schneider war ein entschiedener Gegner eines Europäischen Statuts für das Saarland, das bei der Volksbefragung im Oktober 1955 mehrheitlich auf Ablehnung stieß. Danach siegten auch bei der Landtagswahl im Dezember 1955 die pro-deutschen Parteien. Die DPS wurde zweitstärkste Kraft und Schneider zog als einer von 13 Abgeordneten seiner Partei in den Landtag des Saarlandes ein, dem er bis 1965 angehörte. Vom 2. Januar bis 31. Dezember 1956 war er Landtagspräsident. Anschließend war er bis Juli 1957 Vorsitzender der DPS-Landtagsfraktion.
Nach dem Beitritt des Saarlands zur Bundesrepublik Deutschland entsandte der Landtag Schneider am 4. Januar 1957 als einen von zehn saarländischen Abgeordneten in den Deutschen Bundestag. Vom 4. Juni 1957 bis zum 26. Februar 1959 war er zudem stellvertretender Ministerpräsident des Saarlandes und Minister für Wirtschaft, Verkehr, Ernährung und Landwirtschaft im Kabinett Reinert I. Die DPS wurde zum saarländischen Landesverband der bundesdeutschen FDP, der Schneider ab dem 11. August 1957 angehörte. Sein Bundestagsmandat wurde bei der Wahl im September 1957 bestätigt, bei der er das Direktmandat im Wahlkreis 243 (Saarbrücken-Stadt) gewann. Von 1958 bis 1962 gehörte er dem FDP-Bundesvorstand an, auf dem Parteitag 1960 wurde Schneider zum stellvertretenden Bundesvorsitzenden der FDP (unter dem Vorsitzenden Erich Mende) gewählt. 1961 verlor er das Direktmandat, wurde er aber über die FDP-Landesliste erneut in den Bundestag gewählt, dem er bis zum Ende der Legislaturperiode 1965 angehörte. Paul Simonis löste Schneider 1962 als Landesvorsitzenden der FDP/DPS ab. Aus Protest gegen die sozial-liberale Koalition verließ er 1969 die FDP.
Schneiders dokumentarischer Nachlass ist im Landesarchiv Saarbrücken überliefert.

## Postume Aufarbeitung der NS-Vergangenheit Schneiders
Die Publikationen des Historikers Erich Später über Heinrich Schneider, dem er als „Propagandist“ und hohem „Funktionär der NSDAP“ Verantwortung für die „organisierte Entrechtung, Ausplünderung und Vertreibung von Saarländern jüdischen Glaubens“ ab Januar 1935 zuordnet, hat Schneiders Sohn, der Saarbrücker Rechtsanwalt Heinz R. Schneider, am 24. November 2005 zu einer „strafbewehrten Unterlassungserklärung“ veranlasst. Der beklagte Später weigerte sich, seine Aussage zurückzunehmen, mit den Worten: „Diese Geschichte ist doch im Saarland schon viel zu lange totgeschwiegen worden.“
Heinrich Schneider stand auch nach 1945 positiv zu seiner NS-Vergangenheit und befürwortete etwa in einem Artikel die Gleichsetzung der Volksabstimmungen von 1955 und 1935 an der Saar, als es um den Anschluss an Deutschland ging. Er feierte darin die Protagonisten der Deutschen Front von 1935. Für ihn waren sie gleich denen von 1955. „Ihre Treue blieb unwandelbar“, schrieb er dazu.

## Schriften
- Das Wunder an der Saar. Ein Erfolg politischer Gemeinsamkeit. Seewald Verlag, Stuttgart 1974, ISBN 3-512-00350-8.
- Unsere Saar. Hrsg. von Heinrich Schneider, Edwin Runge Verlag, Berlin-Tempelhof 1934.